# Thomas Birch
Pour les articles homonymes, voir Birch et Thomas Birch (homonymie).
Thomas Birch (Clerkenwell 23 novembre 1705 - Londres 9 janvier 1766) est un historien et théologien britannique.

## Biographie
Quaker, il entre ensuite dans les ordres ecclésiastiques et devient pasteur de plusieurs paroisses. Membre de la Société Royale de Londres et de celle des Antiquaires, il fut l'un des premiers conservateurs du British Museum.

## Œuvres
Il publia : 

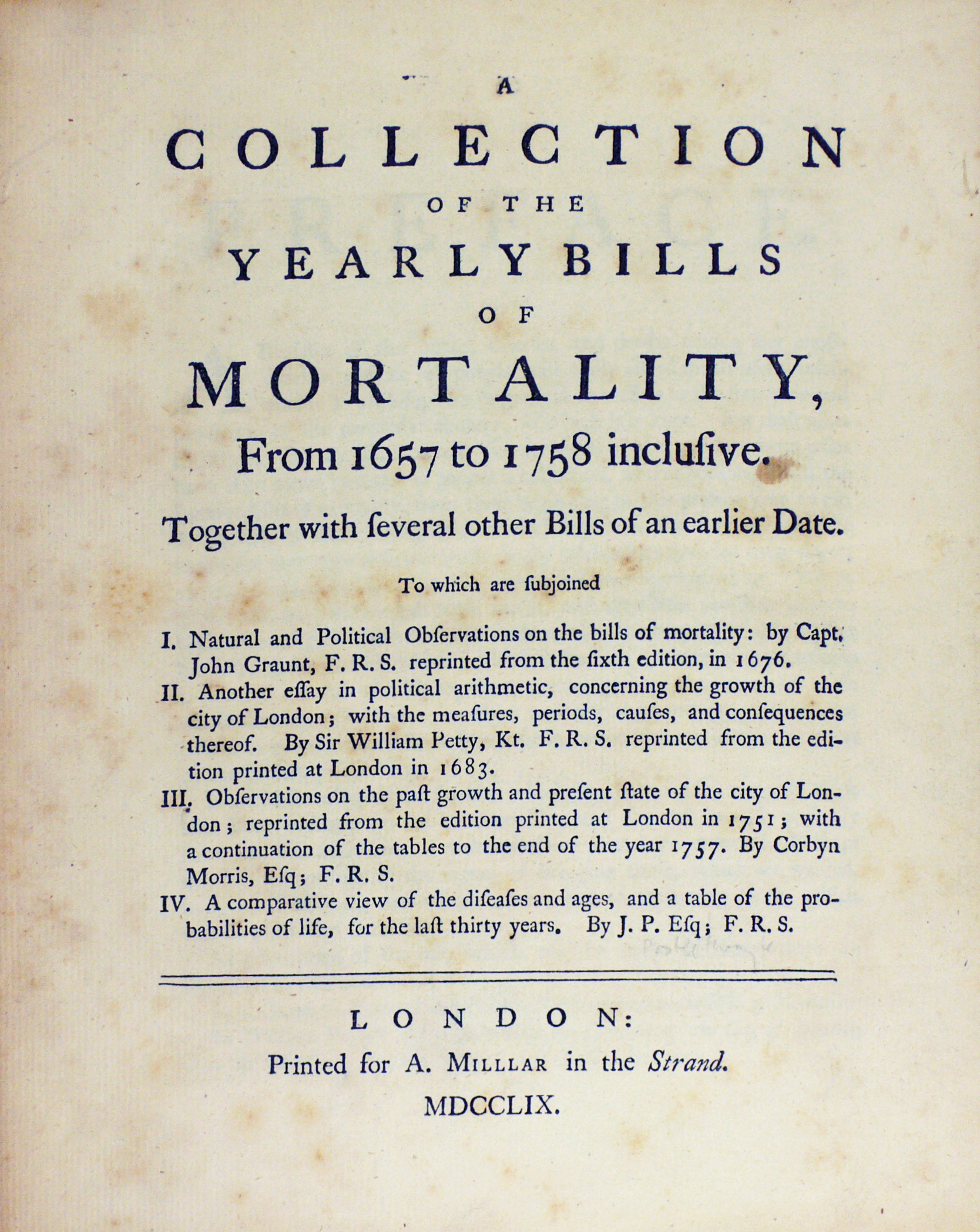
Yearly bills of mortality, 1759 (Milano, Fondazione Mansutti).

- Heads of Illustrious Persons, album de portraits gravés par Arthur Pond et Charles Knapton d'après Jacobus Houbraken et George Vertue ; texte de Birch ; Londres, 1743-1752.
- Dictionnaire général, historique et critique, traduit de Pierre Bayle et considérablement augmenté, 10 volumes, in-folio, 1734-1745
- Esquisses biographiques sur des personnages distingués (2 vol. 1752)
- Mémoires du règne d'Elizabeth (2 vol. 1754)
- Histoire de la société royale de Londres (4 vol. 1756-1757).